# Kyynäröjärvi (sjö)
Kyynäröjärvi är en sjö i Finland. Den ligger i kommunen Pälkäne i landskapet Birkaland, i den södra delen av landet, 140 km norr om huvudstaden Helsingfors. Kyynäröjärvi ligger 110,2 meter över havet. Arean är 2,32 kvadratkilometer och strandlinjen är 12,2 kilometer lång. Sjön  ingår i Kumo älvs huvudavrinningsområde.   I omgivningarna runt Kyynäröjärvi växer i huvudsak blandskog.